# Dachsfell

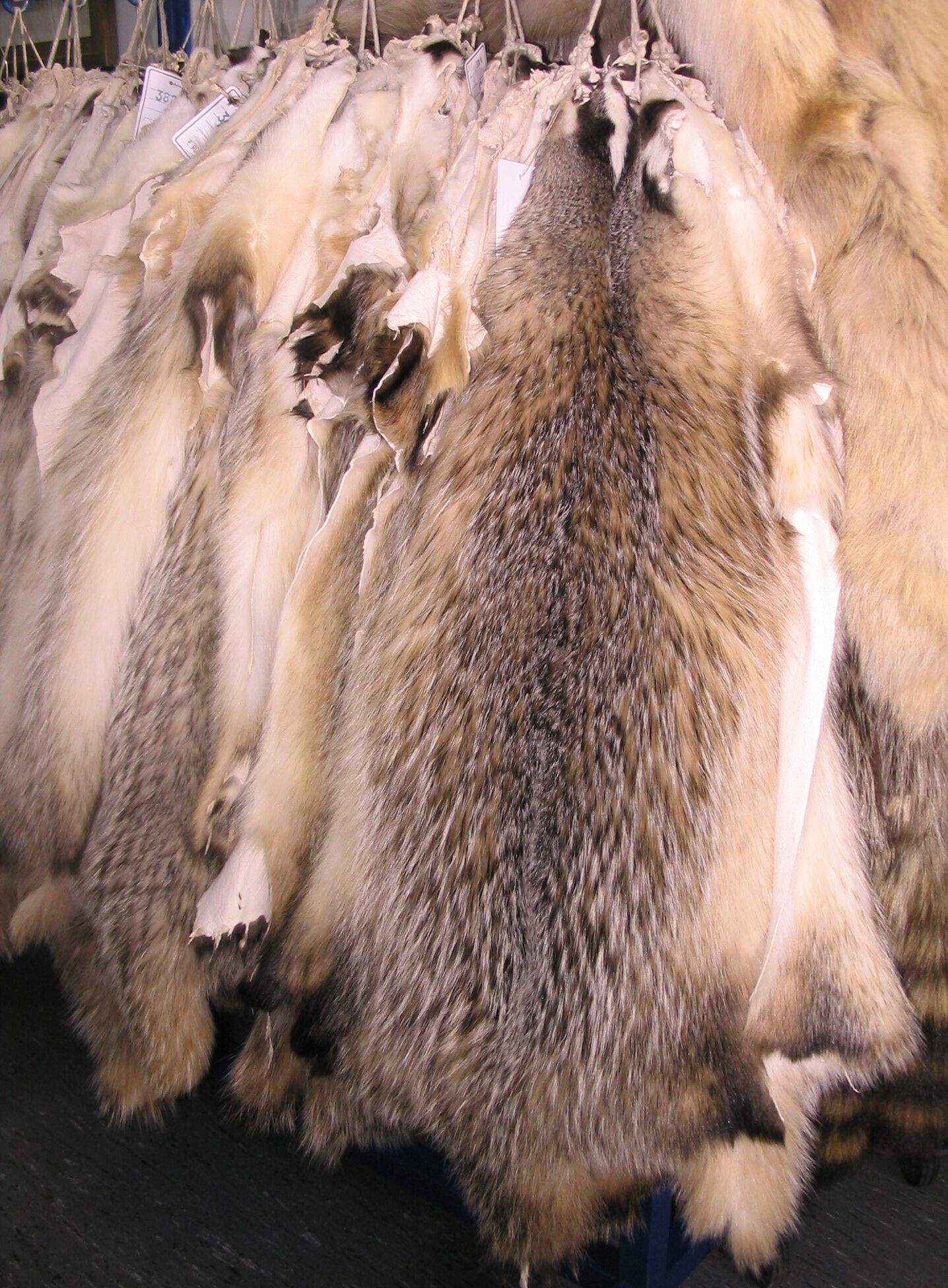
Amerikanische (Silber-)Dachsfelle

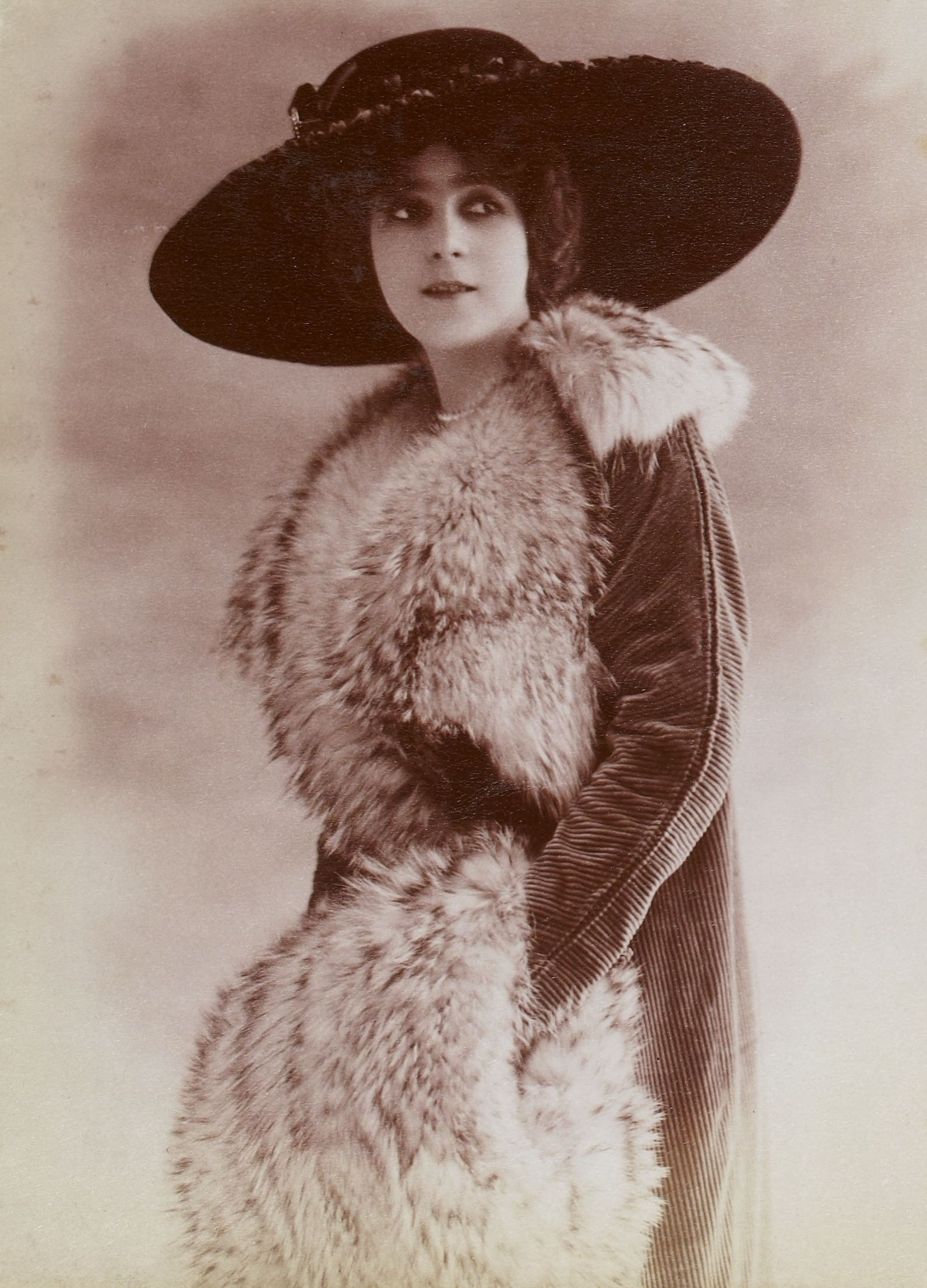
Schauspielerin Monna Delza mit Dachsmuff und -kragen (ca. 1902)

Als Dachsfelle werden die Felle von mehreren, zum Teil zoologisch nicht näher verwandten Arten bezeichnet. Die Felle des Silberdachses, auch Amerikanischer Dachs oder Präriedachs genannt, werden im Rauchwarenhandel vertrieben und von Kürschnern zu Pelzen verarbeitet. Das gilt kaum für den Europäischen Dachs und die weiteren Herkommen, die wegen ihres gröberen und weniger dichten Haars für Pelzzwecke heute zumeist als ungeeignet angesehen werden. Felle des Honigdachses werden kaum angeboten.
Für die ebenfalls genutzten Felle des Sonnendachses siehe → Pahmi, für die fellmäßig nicht genutzten Stinkdachse siehe bei → Skunkfell.

## Silberdachs
Das Verbreitungsgebiet des Silberdachses, auch Amerikanischer Dachs oder Präriedachs, reicht vom nördlichen Alberta in Kanada bis nach Mexiko. Die besten Felle mit seidigem Haar und schönem Silber kommen insbesondere aus Saskatchewan und den angrenzenden Landstrichen im Nordwesten der USA und Kanadas.
Als Handelsbezeichnung für Herkommen aus Labrador ist in alten Kürschnerhandbüchern Carcajoufell genannt. Carcajou ist jedoch der französische Name für den Vielfraß.
Das Fell ist seidenweich und dicht (im Gegensatz zum groben Fell des Europäischen Dachses, das für Pelzzwecke meist kaum nutzbar ist). Die Färbung ist weiß bis gelblichweiß mit feinen, grauschwarz geringeltem Deckhaar. Kopf und Gesicht sind graubraun mit lebhafter weißer Zeichnung und einem weißen Streifen längs jeder Backe sowie über den Scheitel bis fast zur Schwanzwurzel. Der Bauch ist weiß bis gelblichweiß. Die Beine sind dunkler, meist dunkelbraun oder schwarz. Die Gesamterscheinung ist wesentlich heller als die des Europäischen Dachses. Das Fell ist 42 bis 72 Zentimeter lang, der Schweif 10 bis 15,5 Zentimeter. Einzelheiten über den Fellwechsel scheinen nicht bekannt zu sein.
Auf dem Rücken und an den Flanken erreichen die Haare eine Länge bis 10 Zentimeter. Die Haarbasis ist gelblich, darauf folgt eine schwarze Zone und eine weiße Spitze. Diese Anordnung ergibt die silbriggraue, namensstiftende Färbung. Das Unterhaar ist beiderseits der Rückenlinie bis 5 Zentimeter lang.
- Western Canadian, Northwestern und Northern Sections der USA liefern Dachsfelle mit sehr blassem Band. Der eigentliche Unterschied besteht jedoch in der Verteilung der Haare, die bei diesem kanadischen Typ sehr dicht ist und dem Pelz den Anschein besonderer Lockerheit verleiht, die Felle der sonstigen Sektionen haben weniger volles Haar.
- Western United States sind dunkel cremefarben, immer gelbbraun; sie werden deutlich geringer bewertet als die feineren Sorten. Sie wirken wegen der geringeren Haardichte und des in der Tendenz steiferen und gröberen Haars sehr flach.
- Southwestern haben alle unerwünschten Merkmale der westlichen Varietät in noch stärkerer Ausprägung und ohne die feinere Anmutung. Sie sind deshalb im Handel nicht sonderlich gefragt. Die Deckhaarspitzen sind kurz und das Haar eignet sich dadurch auch nicht für die Arbeitstechnik des Spitzens anderer Fellarten. Viele der Haarspitzen haben durch fehlende Farbpigmente ein glasiges, fast durchsichtiges Aussehen.

Die Qualitätsabstufungen sind Erste, Zweite und Geringe Sorten, einige Firmen sortierten die geringen auch in Dritte und Vierte.
- Erste (Ones) haben ein voll ausgebildetes Winterfell mit dichtem Haar und heller Farbe.
- Zweite (Twos) sind unmittelbar nach dem Winter oder kurz vorher angefallene Felle. Die Felldecke ist dünner und die Farbe hat einen Gelbstich.

- Größe: Die Sortierung nach Größe hat bei Dachsfellen nicht die gleiche Bedeutung wie bei anderen Fellarten und wird auch nur selten vorgenommen, ausgenommen vielleicht die ganz kleinen Felle, die dann üblicherweise der nächstgeringeren Qualität beigepackt werden. Trotzdem gibt Bachrach folgenden Größenvergleich an:[5]

|                   | XL                 | L  | M  | S  |                   |            |  |  |
| Kanadische        | 76                 | 62 | 58 | 52 | hell cremefarben  | seidig     |  |  |
| Nordwestliche USA | 76                 | 62 | 58 | 52 | hell cremefarben  | seidig     |  |  |
| Westliche USA     |                    | 57 | 50 | 43 | braun cremefarben | mittelgrob |  |  |
| Südwestliche USA  | dunkel cremefarben | 57 | 50 | 43 | grob              |            |  |  |

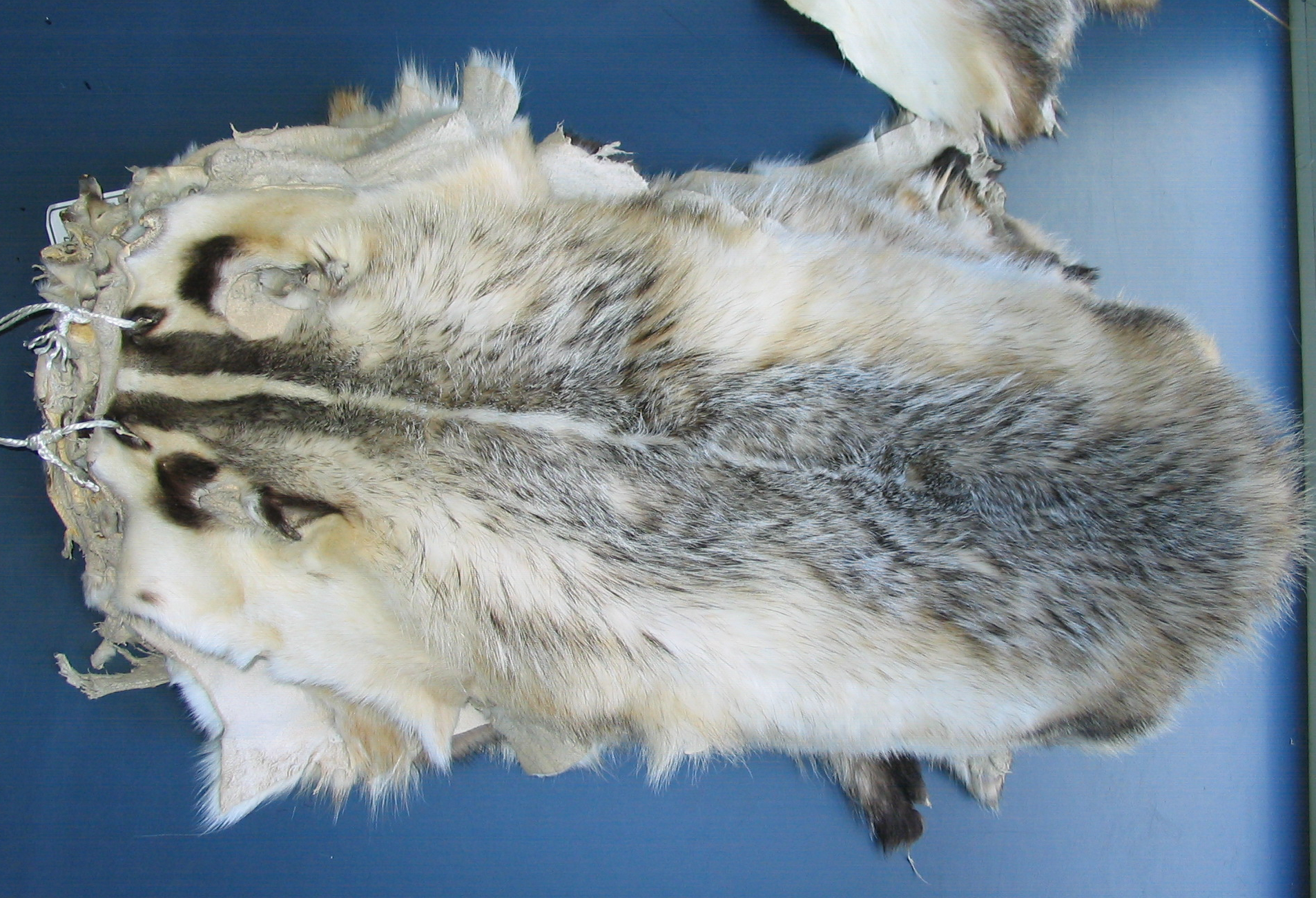
Kürschner-Sortiment gebleichter Silberdachsfelle

Der Haltbarkeitskoeffizient für das Silberdachsfell wird auf 60 bis 70 Prozent geschätzt. Eine amerikanische Quelle nennt sogar 70 bis 80 Prozent, beides für Langhaarfell ungewöhnlich gute Werte, gleich denen des ebenfalls besonders strapazierfähigen Waschbärfells. Bei einer Einteilung der Pelztiere in die Feinheitsklassen seidig, fein, mittelfein, gröber und hart wird das Haar des europäischen Dachses als grob, das des amerikanischen Silberdachses als fein eingestuft.
Die Dachsfelle der amerikanischen Herkommen werden fast ausnahmslos offen, nicht rund abgezogen, gehandelt. 1988 wurde der jährliche Fellanfall mit 30.000 bis 40.000 Fellen angegeben, wovon 2000 bis 3000 aus Kanada kamen.

### Zucht

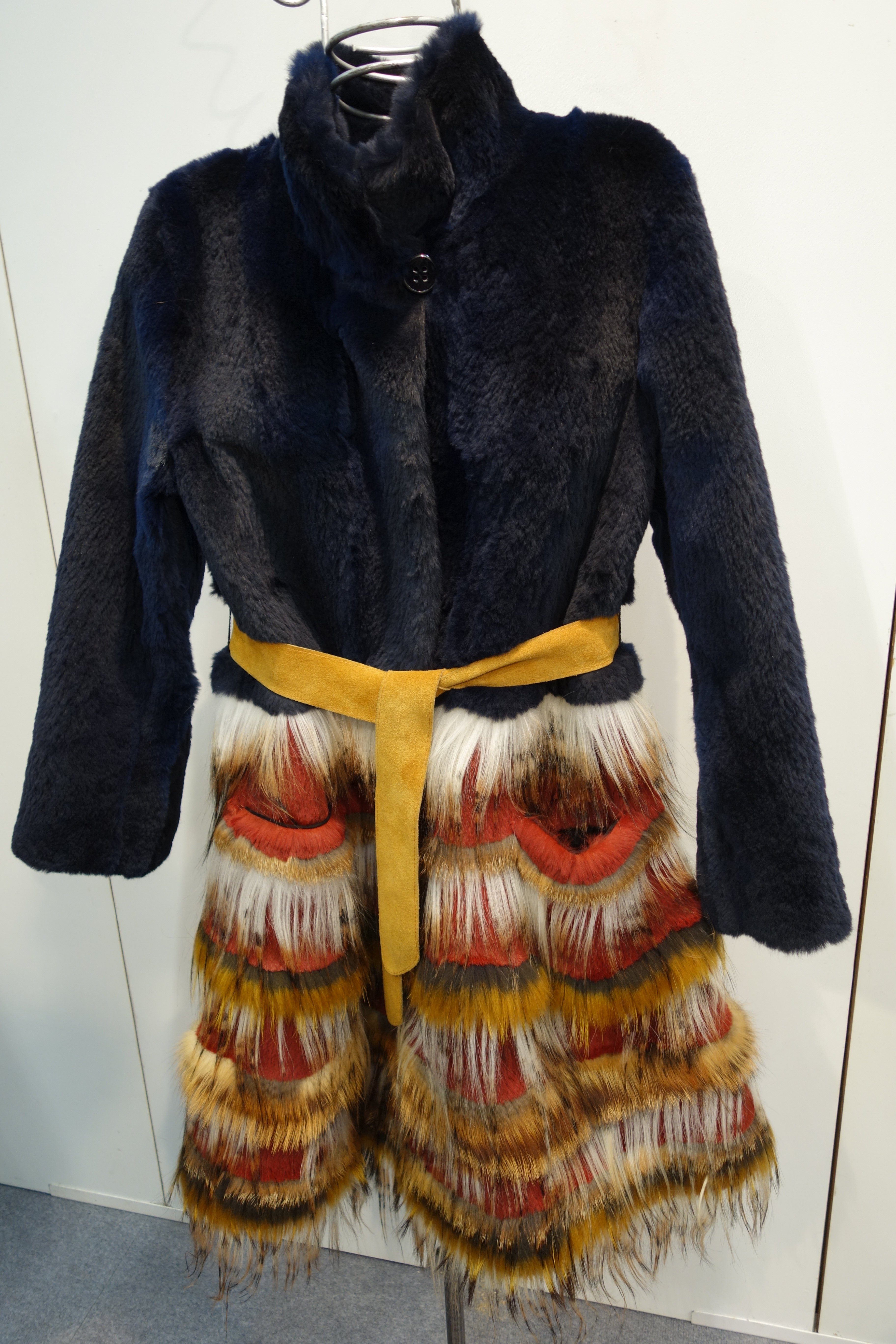
Mantel aus geschorenen und gefärbten europäischen Rotfuchsfellen, Applikation aus naturfarbenem Dachs und Rotfuchs (Regensburg 2014)

Um die Zeit der 1930er Jahre wurden die ersten Silberdachse zu Pelzzwecken in Farmen gezüchtet. Die Felle wurden entsprechend der Tierart als „Silberdachs“ angeboten. Regelmäßige Erfolge blieben jedoch aus, ohne dass die Ursachen ganz geklärt werden konnten. Als dann auch noch die Fellpreise fielen, wurde die Zucht sehr schnell wieder aufgegeben.
Dachsfett wurde in der äußeren Anwendung eine heilende Wirkung zugeschrieben, insbesondere in ländlichen Apotheken war es auch im deutschsprachigen Raum noch bis in die jüngere Zeit erhältlich. Dachs, insbesondere der Dachsschinken, galt auch in Europa als besonders wohlschmeckend. 1911 erwähnt Brass, dass der von den Chinesen Sze Hue, wörtlich übersetzt „Schweinshund“, genannte Dachs eine sehr dicke Fettschicht besitzt und dort gern gegessen wird. Wie verbreitet wird, sollen heute Dachse in China als Delikatessen „massenhaft gezüchtet“ werden. Einzelheiten über diese Zucht sowie die Fellverwertung scheinen jedoch nicht publik. Felle farmgezüchteter Dachse sind im europäischen Rauchwarenhandel offenbar weiterhin nicht bekannt.

### Verarbeitung
Die Fellverarbeitung entspricht im Wesentlichen der des Fuchsfells oder anderer langhaariger Pelzarten. Für Jacken und Mäntel werden die Felle dem derzeitigen Gebrauch entsprechend in aller Regel längs oder quer über- und nebeneinander gesetzt, mit dem Haarschlag nach unten. Amerikanisches Dachsfell wird bei entsprechender Mode vom Kürschner auch ausgelassen, eine Fachtechnik bei der jedes Fell durch Zerschneiden in Streifen und entsprechendes Nähen in Jacken- oder Mantellänge gebracht wird, eine Flächenveränderung zugunsten der Länge bei gleichzeitiger Verschmälerung des Fells. Dichte Felle eignen sich auch zum Galonieren, eine Arbeitstechnik bei der durch vom Haar verdecktes oder aber sichtbares Einsetzen von Leder oder Stoff die Fellfläche vergrößert wird, ebenso zum Luftgalonieren, der Flächenvergrößerung durch ein netzartiges Aufschneiden des Leders.

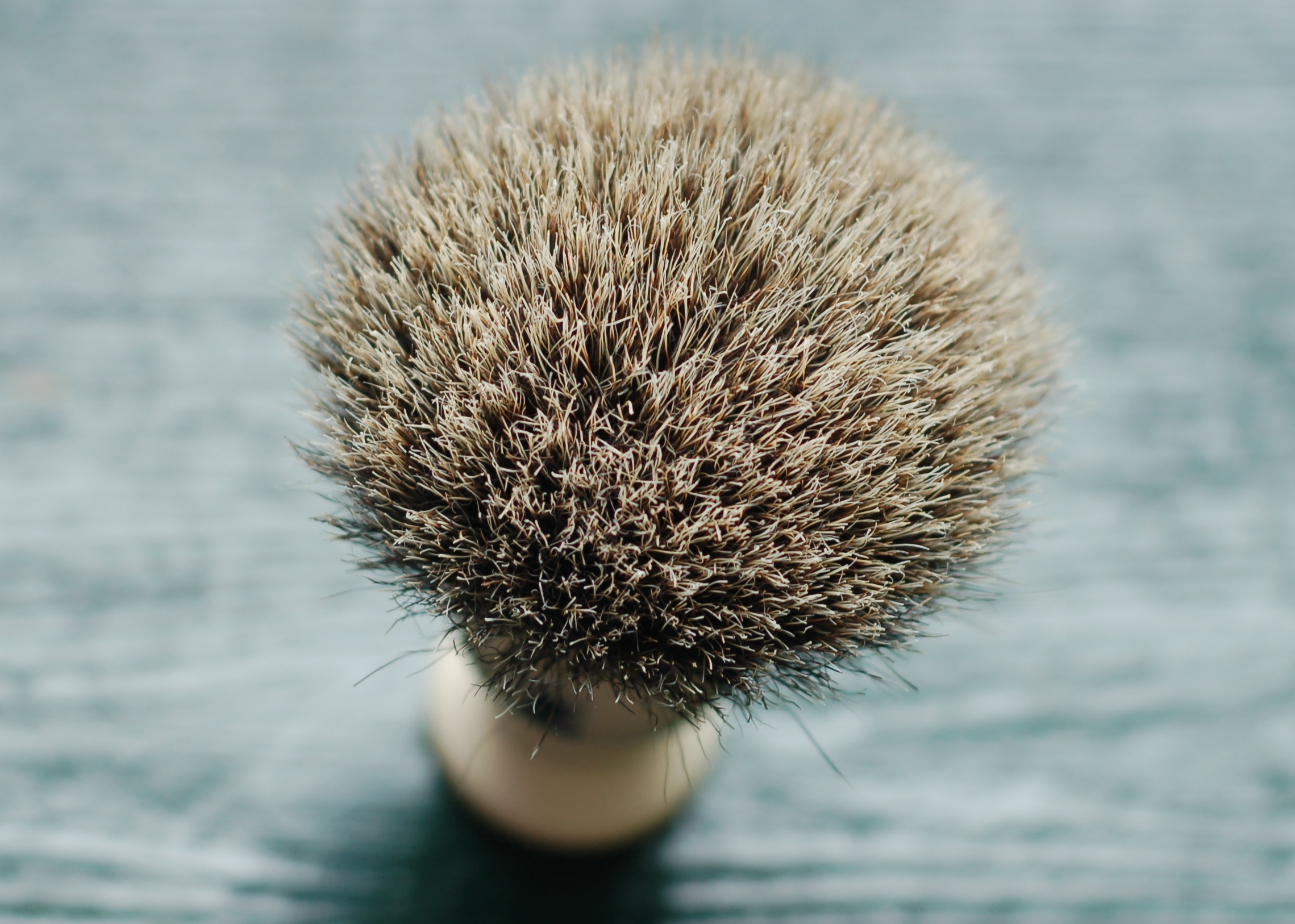
Rasierpinsel aus Dachshaar

Anfangs wurde aus den Fellen Muffen und Pelzstolen, später Kragen, Besätze und Pelzkolliers gearbeitet. 1988 wird für die Verwendung vorwiegend für Mäntel und Jacken genannt. Seit vor 2000 wird das Silberdachsfell hauptsächlich wieder für Besätze genutzt, selten auch die Verwendung für Felldecken. In schmale Streifen geschnitten lassen sich aus dem Fell sehr effektvolle Verbrämungen herstellen.
Dachshaare wurden vor der Erfindung des Trockenrasierers in erheblicher Menge zu Rasierpinseln verarbeitet. Auch heute noch werden hochwertige Pinsel aus Dachshaar hergestellt. Besonders geschätzt dafür sind möglichst lange Haare mit Silberspitzen. Selten werden auch heute noch Zahnbürsten aus Dachshaar gefertigt.
Wie bei anderen Pelzarten auch, werden bei entsprechendem Anfall möglichst alle bei der Verarbeitung des Kernfells abfallenden Fellreste verwertet, wie Seiten, Köpfe, Pfoten und Schweife. Das Zentrum der Pelzresteverwertung ist seit alters her das griechische Kastoria (siehe dort) und, etwas weniger bekannt, auch der nahe gelegene Ort Siatista. Dort werden die Fellstücken zu sogenannten „Bodys“ zusammengenäht, um dann von Kürschnern zu Bekleidung und Innenfuttern weiter verarbeitet zu werden. Siehe dazu den Hauptartikel → Pelzreste.

## Europäischer Dachs

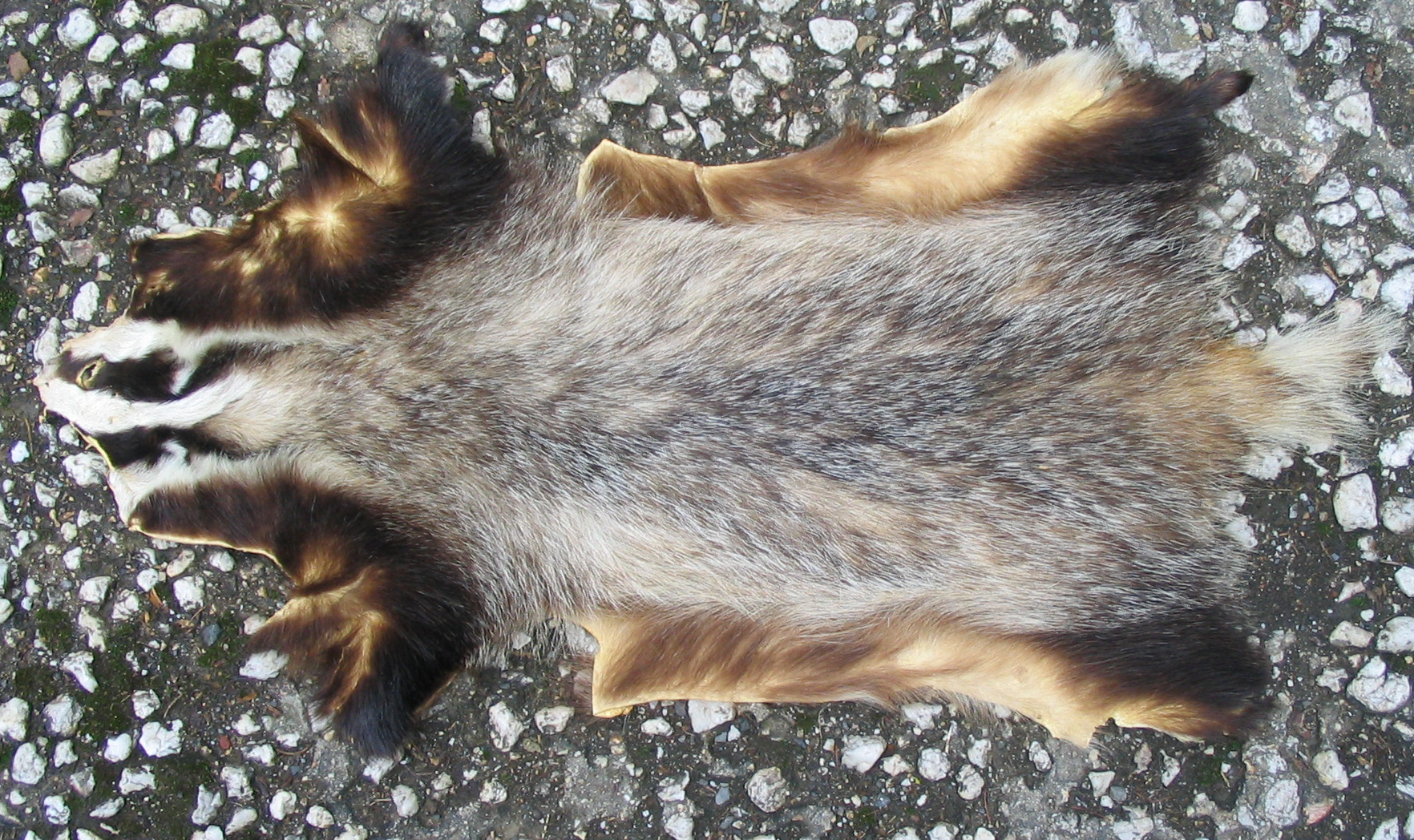
Dachsfell aus dem südlichen Westerwald

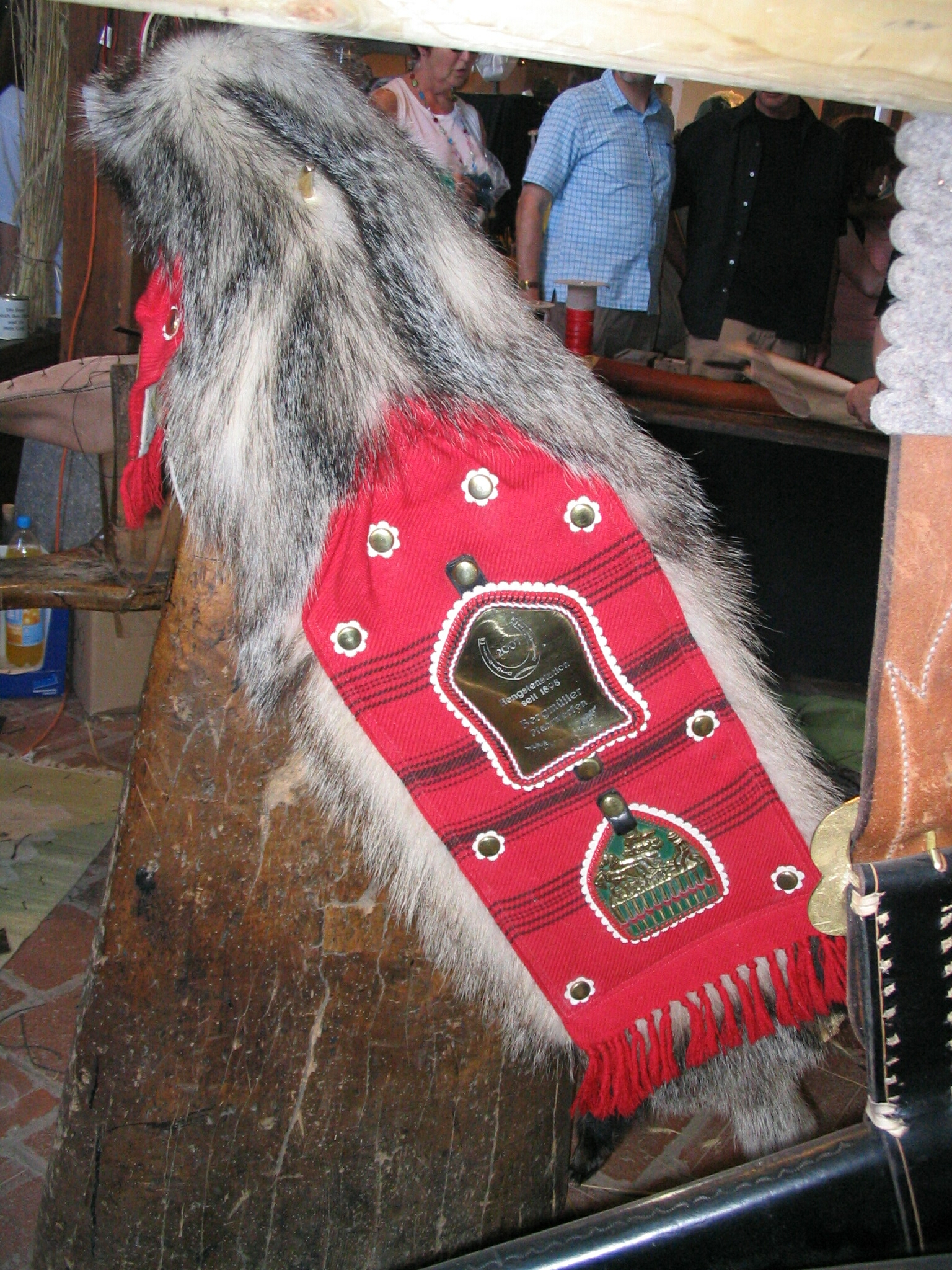
Kummet aus Dachsfell (Fuhrmannsdachse) (Salzkammergut 2009)

Das Verbreitungsgebiet des europäischen Dachses erstreckt sich über ganz Europa sowie ostwärts bis zur Wolga, zum Kaukasus und bis nach Afghanistan.
Die Länge, des von den Jägern als „Schwarte“ bezeichneten Felles, liegt zwischen 64 und 88 Zentimeter, die Schwanzlänge bei 11 bis 18 Zentimeter, Weibchen sind durchschnittlich kleiner. Der häufig dünnere Schwanz männlicher Tiere ist oft kräftiger und mit weißen Haaren durchsetzt. Die Felle der Weibchen sind schlanker mit schmalerem, oberseits flacherem Kopf.
Charakteristisch für den Dachs ist vor allem die schwarz-weiße Zeichnung des Kopfes. Dieser ist oberseits inklusive der Lippen und dem Kinn überwiegend weiß. Von den Mundwinkeln ziehen sich jedoch zunächst gerade nach oben und dann beiderseits der Schnauze schwarze Streifen nach hinten, sich über die Augen und die weiß gerandeten Ohren verbreiternd bis in den Nacken, wo sie heller werden und in das silbrige Grau der Oberseite und der Flanken verlaufen. Die Flanken können einen strohgelben Farbton aufweisen.
Die einzelnen Haare der Oberseite sind hell und nur auf dem mit Abstand vor dem Ende gelegenen Drittel dunkel gefärbt. Die Deckhaare erreichen teils eine Länge bis 11, an den Flanken bis 12 Zentimeter. Die komplette Unterseite inklusive der Kehle und der Halsunterseite ist schwarzbraun mit einem besonders bräunlichen Ton auf dem Bauch. Auf diesem und in der Leistengegend ist der Haarwuchs teils recht dünn, so dass das Leder durchscheint. Dachse im ersten Jahr zeigen in der Färbung die deutlichsten Kontraste, ältere Dachse werden zunehmend heller. Als Farbmutationen sind Albinos, melanistische, rötliche und gelbliche Exemplare bekannt. Es erfolgt ein Haarwechsel von Winter- und Sommerfell.
Als Pelzlieferant haben Europäische Dachse keine beziehungsweise eine sehr geringe Bedeutung. Die Verwendung erfolgt vor allem als Jagdtrophäen und Dekorationsfelle, auch gelegentlich für Fuß- und Reisedecken, Vorleger, Überzüge für Koffer, Jagdtaschen und ähnliche Gegenständen. In manchen Gegenden wurden unter dem Namen Fuhrmannsdecken als ganz fette Felle mit Nase und Krallen zum Schutz der Pferde die Kummete bei Fuhrmannspferden mit Dachs besetzt („Fuhrmannsdachse“). Aus den besten und größten mitteleuropäischen Fellen wurden auch Decken und Deckel für Tornister (Felleisen) gearbeitet, nur selten Bekleidung. 1852 wird außerdem erwähnt, dass ein ziemlich bedeutender Teil, vor allem amerikanischer Dachsfelle, nach Russland exportiert wird, wo sie von verschiedenen nomadischen Völkerschaften zur Bedeckung ihrer Gewehre, ihrer Köcher und anderer Gerätschaften verwendet wurden.
Im Volksglauben wird vor allem dem Dachsfett, aber auch dem Dachsfell eine heilende Wirkung zugeschrieben. Hildegard von Bingen meint: „Schuhe aus Dachsleder sind gesund für Fuß und Bein und schützen vor Pest“. Das feste und steife Leder macht das Fell besonders geeignet für einfach anzufertigende Einlegesohlen. Der Jägerhut und das Halsband seines Hundes sollten aus Dachsfell genäht sein, das mache sie quasi unverwundbar. Auch die Verwendung des Dachsfells für das Pferdekummet soll wegen dieser magischen Fähigkeiten erfolgen. Im Jahr 1929 verglich eine Pelzfachzeitschrift die einzelnen Fellpreise mit den Preisen 60 Jahre zuvor. Während europäische Landfüchse beispielsweise um 900 Prozent teurer geworden waren (an der Spitze stand das inzwischen extrem seltene Chinchillafell mit 14.900 Prozent Steigerung), waren Landdachsfelle die einzige Sorte, die im Preis gleich geblieben waren. Durch das Aufkommen des Autos war die Verwendung des Fells für Kummets inzwischen ohne Belang.
Die festen und steifen Haare werden, früher in erheblichem Umfang, zu Rasierpinseln und Zahnbürsten verarbeitet. Der so genannte „Dachsbart“ aus den Rückenhaaren dient als Hutschmuck des Jägers. Seit etwa kurz vor 1900, als das Silberfuchsfell bis etwa in die 1930er Jahre zu außergewöhnlich hohen Preisen gehandelt wurde, wurden Dachshaare zum „Spitzen“, auch als „Silbern“ bezeichnet, insbesondere von alaskagefärbten Rotfuchsfellen, benutzt, um ihnen damit ein silberfuchsähnliches Aussehen zu verleihen. Auch konnten mit dieser Technik beriebene Fuchspelze wieder etwas ansehnlicher gemacht werden; auch bei etwas angeschorenen Biberfellen machte es einen guten Effekt. Die Methode der eingeklebten Haare war so erfolgreich, dass in den 1930er Jahren daraus ein wichtiger Wirtschaftszweig der Pelzveredlungsindustie entstanden war, jede langhaarige Fellart, die sich schwarz färben ließ, wurde auch gespitzt verarbeitet. Besonders ausgefallen ist die 1949 erwähnte Verwendung von Dachshaar für Halsbänder für eitle Möpse. Kleine Dachsfellstückchen sind wegen des stufig gefärbten Haares ein beliebter Köder zum Fliegenfischen. – Neben Häuten anderer Tierarten kann auch aus Dachshaut Chagrinleder hergestellt werden.
In Zeiten, in denen das Dachsfell von der Mode besonders begünstigt wurde, wendete sich der Handel doch den feineren Qualitäten der europäischen und asiatischen Sorten zu. Ein alter russischer Handelsstandard, nicht ganz so differenziert wie bei häufiger zu Kleidung verwendeten Pelzarten, sowie das zeitweilig doch recht beachtliche Handelsangebot deuten auf Verwendungen zu Bekleidungszwecken hin. Er klassifizierte nach
- Herkommen: Sibirier, Mittel-Asien, Russische und Kaukasische
- Sorten: Vollhaarig, weniger vollhaarig sowie halbhaarig
- Größen: Large, medium und small[20]

sowie nach dem Grad der Beschädigung.
1960 wurden von den russischen Dachsarten 15 Unterarten unterschieden, die sich nach der Fellfärbung in drei Gruppen aufteilen lassen:
- Die erste Gruppe umfasst 7 bis 8 Untergruppen. Ihre Gemeinsamkeiten sind der schwarzbraune oder ganz schwarze Streifen auf dem Kopf, der bis hinter die Augen reicht und hier mitunter auch endet; über die Stirn und den Hals erstreckt sich ein nicht großer heller Streifen. Die so gefärbten Felle kommen aus Zentralrussland, aber auch von der Krim und aus den Bergen Mittelasiens.
- Zur zweiten Gruppe gehören 6 Unterarten mit braungrauem Streifen auf dem Kopf, der bis hinter die Augen reicht und hier manchmal auch endet. Der dunkle Steifen umgibt nicht die Ohren, sondern verläuft oberhalb von ihnen. Der helle Kopfstreifen ist kurz, reicht nur bis in den Nacken und verbreitet sich nicht am Hals. Die Felle dieser Gruppe sind kleiner als die der ersten Farbgruppe. Sie kommen aus Sibirien, Kasachstan, Kirgisien, Zentralasien und dem Altaigebirge.
- Die dritte Gruppe hat in Russland nur eine Unterart, am Unterlauf des Ussuri. Die Felle sind noch kleiner mit dunklem Kopf von schmutziggrauer Farbe und mit dunkler Rückenfärbung.[22]

Laut Bachrach kamen für die Pelzverarbeitung vor allem Felle aus den Ländern der Levante (etwa östlicher Mittelmeerraum) und bestimmten Gegenden Chinas infrage. Sie erreichten aber nie mehr als 5 bis 10 Prozent des Preises der übrigen Ware.

## Asiatischer Dachs

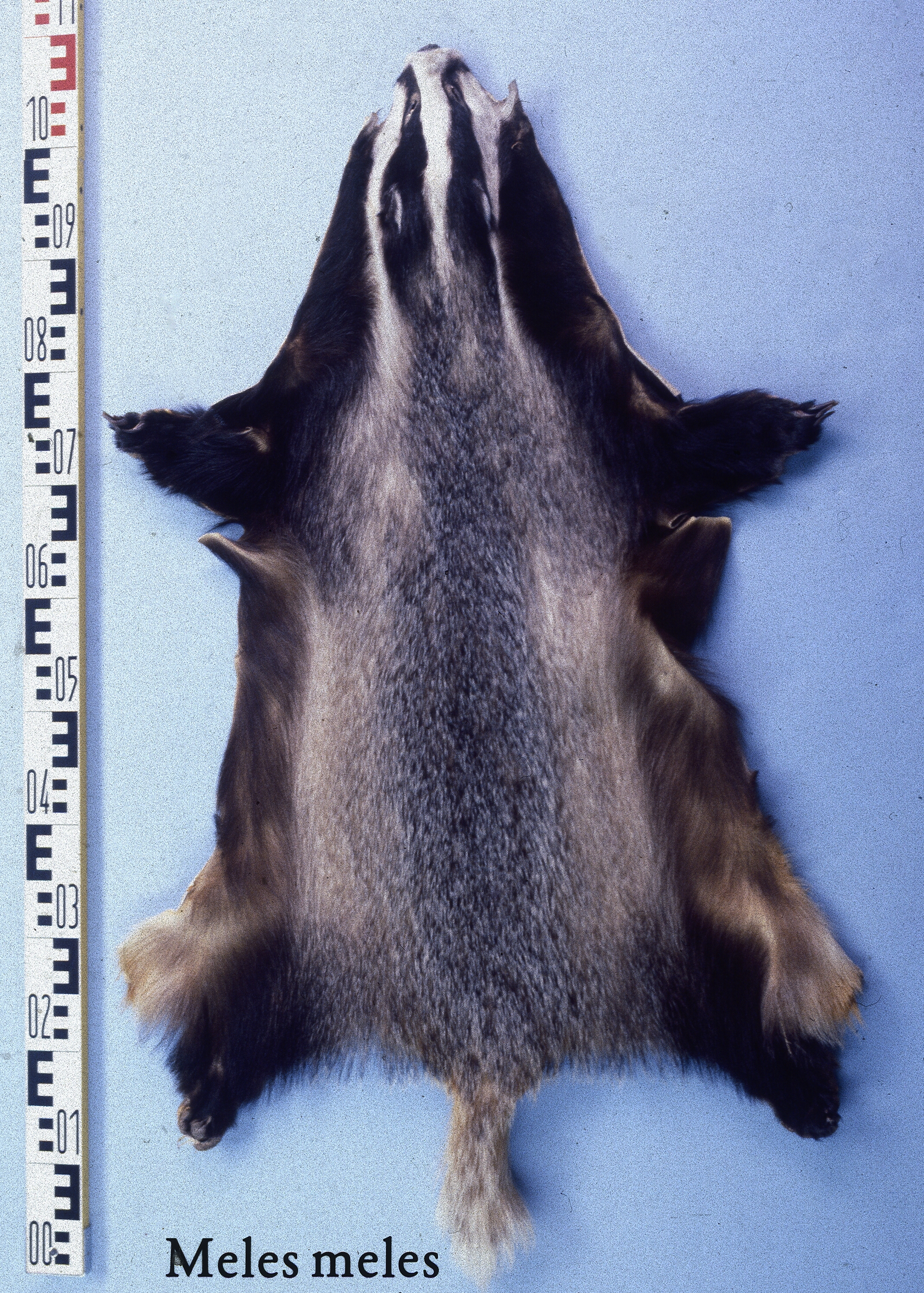
Eurasisches Dachsfell

Das Verbreitungsgebiet des Asiatischen Dachses erstreckt sich östlich der Wolga durch Mittelasien, die Mongolei und China bis zur Koreanischen Halbinsel. Sie grenzt im Westen an das Verbreitungsgebiet des Europäischen Dachses. Zwischen der oberen Wolga und der Kama gibt es einen Bereich, in dem beide Arten gemeinsam vorkommen. Lediglich im Schiguligebirge kommt der Asiatische Dachs auch westlich der Wolga vor.
Der Asiatische Dachs ist mit etwa 50 bis 70 Zentimeter Körperlänge etwas kleiner als der Europäische Dachs. Die Schwanzlänge liegt zwischen 13 und 20 Zentimeter. Das Fell ähnelt stark dem Europäischen Dachs, ist jedoch insgesamt heller und zeigt eine hellere, feinere Kopfzeichnung. Im sibirisch-chinesischen Lebensraum ist die Ausdehnung der Gesichtsstreifen gegenüber dem Europäischen Dachs reduziert. Bei den Amur- und Japan-Dachsen verschwindet sie fast in der dunklen Grundfärbung des Gesichts. Auch die allgemeine Körperfärbung dieser ostasiatischen Dachse ist sehr dunkel. Der Körperbau ist gedrungen, die Beine und der Schwanz sind kurz. Das raue und dichte Haarkleid ist oberseits recht lang, unterseits kurz, schwarz und weniger dicht. Der Kopf zeigt eine charakteristische Streifenzeichnung, bei der auf weißem Grund zwei schmale schwarzbraune Streifen über die Augen bis zu den Ohren laufen. Die Ohrspitzen sind weiß. Die Nase ist lang und rüsselförmig. Das Leder des Japan-Dachsfells ist weicher als beim amerikanischen Dachs.
Bei der Einteilung der Pelztiere in die Haar-Feinheitsklassen seidig, fein, mittelfein, gröber und hart wird das Haar des japanischen Dachses als gröber eingestuft.
In China, Russland und der Mongolei wird die Art bejagt. In einer Leningrader Auktion wurden 1974 einmalig 3000 Koreanische Dachse angeboten. Die Art wird von der IUCN als nicht bedroht angesehen.
Während der Korea-Dachs für die Pelzwirtschaft nur geringe Bedeutung hatte – sein Haar wird meist zur Pinselherstellung benutzt – wurden die Felle des Japan-Dachses entweder naturfarben oder skunks-, zobel-, virginisch-iltisfarbig gefärbt zu Damenkragen, Garnituren und Besätzen verarbeitet. Die besten nichtamerikanischen Dachsfelle sind die Oshius von der japanischen Insel Honshū. Sie haben weiches und dichtstehendes Haar, die südlicheren Kiuschius sind kurz- und grobhaarig. Koreanische Dachse sind dagegen heller, gröber und dünnwolliger.

## Honigdachs
Das Verbreitungsgebiet der Honigdachse, auch Ratel genannt, umfasst weite Teile Afrikas und Asiens. In Afrika sind sie nahezu auf dem gesamten Kontinent beheimatet, von Marokko und Ägypten bis Südafrika. In Asien erstreckt sich ihr Verbreitungsgebiet von der Arabischen Halbinsel bis Zentralasien (Turkmenistan) und nach Indien und Nepal.
Das Fell der Honigdachse ist durch die auffallende schwarz-weiße Färbung charakterisiert. Der obere Teil, von der Oberseite des Kopfes über den Rücken bis zur Schwanzwurzel, ist weißgrau gefärbt. Davon scharf abgegrenzt sind die seitlichen und unteren Körperteile, einschließlich des Gesichts und der Gliedmaßen, die schwarz gefärbt sind. Die Fellseiten sind schwarz. In afrikanischen Waldregionen, beispielsweise im Norden der Demokratischen Republik Kongo, leben auch gänzlich schwarze Individuen. Die Felle von Jungtieren sind auf der Oberseite rotbraun. Das Fell ist gedrungen, die Beine und der Schwanz sind verhältnismäßig kurz. Das Haar ist ziemlich lang, aber grob, die Unterwolle nicht sehr dicht. Das Leder ist außergewöhnlich kräftig, die dicke Haut hängt beim Tier sehr lose am Körper. Der Kopf ist breit mit einer kurzen, spitzen Schnauze. Die Kopfrumpflänge beträgt 60 bis 77 Zentimeter, die Schwanzlänge 20 bis 30 Zentimeter; die Felle weiblicher Tiere sind kleiner als die der männlichen.
Bei der Einteilung der Pelztiere in die Haar-Feinheitsklassen seidig, fein, mittelfein, gröber und hart wird das Haar des Honigdachses als hart eingestuft.
Die Felle wurden auch in der Vergangenheit kaum gehandelt.

## Zahlen und Fakten

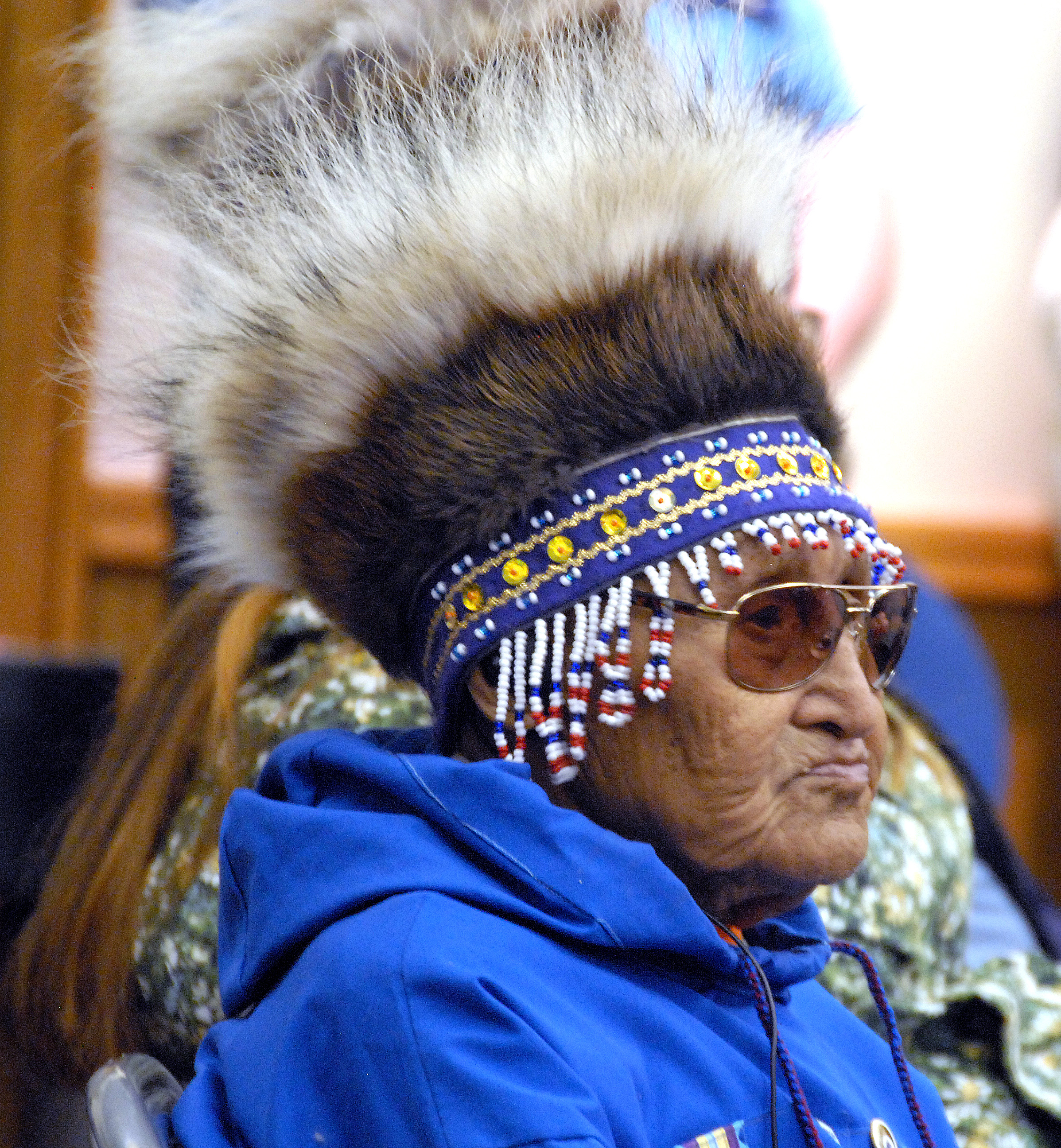
Yupik-Frau, Kopfbedeckung unter Verwendung von Dachsfell (Alaska 2009)

- Detaillierte Handelszahlen über nordamerikanische Rauchwaren finden sich bei
  - Emil Brass: Aus dem Reiche der Pelze. 1. Auflage. Verlag der „Neuen Pelzwaren-Zeitung und Kürschner-Zeitung“, Berlin 1911.
  - Emil Brass: Aus dem Reiche der Pelze. 2., verbesserte Auflage. Verlag der „Neuen Pelzwaren-Zeitung und Kürschner-Zeitung“, Berlin 1925.
  - Emil Brass: Aus dem Reiche der Pelze (1911) im Internetarchiv: https://archive.org/details/ausdemreichederp00bras
  - Milan Novak u. a., Ministry of Natural Resources: Wild furbearer management and conservation in North America. Ontario 1987, ISBN 0-7778-6086-4. (engl.)
  - Milan Novak u. a., Ministry of Natural Resources: Furbearer Harvests in North America, 1600–1984. Anhang zu vorstehendem Wild furbearer management and conservation in North America. Ontario 1987, ISBN 0-7729-3564-5. (engl.)
- Die im alten Testament als Tahasch mehrfach erwähnten, bei zeremoniellen Anlässen gebrauchten Felle werden häufig als Seehund- oder Dachsfelle (Luther) gedeutet.[25][5][26]
- Bis etwa 1910 kamen jährlich etwa 15.000 bis 20.000 Japanische Dachsfelle in den Handel, im Wert von etwa 1 Mark das Stück.[24]
- 1913 kostete auf der Leipziger Borstenmesse ein Kilogramm Haar des gemeinen Dachses 104 Mark. Dachshaar findet Verwendung beim Spitzeneinsetzen der sogenannten Fellspitzerei, einer Kürschnerkleinkunst, die in der Leipziger Pflege durch besonders leistungsfähige Firmen ausgeübt wird.[3]
- 1925 war der Japanische Dachs so selten geworden, dass jährlich nur noch 1000 bis 2000 Felle in den Handel gelangten, während der Preis bis auf 6 Mark und mehr gestiegen war.[24]
- 1925 wird als jährlicher Gesamtanfall europäischer Dachsfelle 80.000 bis 100.000 Stück genannt.[24]
- 1928 betrug der New Yorker Preis für ein Fell 49 bis 50 Dollar.[27]
- Um 1930 setzten deutsche Pelztierzüchter wegen des hohen Marktwertes des Felles und der rapiden Abnahme des Silberdachses in freier Wildbahn große Hoffnungen auf die Zucht des Tieres. 1933 fragte die Zeitschrift „Der Deutsche Pelztierzüchter“ den Stand der Entwicklung ab. Man kam zu dem ernüchternden Ergebnis, dass zwar ganz vereinzelt die Nachzucht gelungen war, von einem nachhaltigen Zuchterfolg jedoch nicht berichtet werden konnte. Selbst aus der nordamerikanischen Heimat des Silberdachses waren keine für den Fellhandel relevanten Zuchtergebnisse bekannt geworden.[28][29][30]
- 1934 wurden aus Russland 26.347 Dachsfelle im Wert von 50.000 Rubel ausgeführt.[21]
- Zwischen 1958 und 1968 nahm das Dachsfellaufkommen der Mongolischen Volksrepublik von 1486 auf 3254 Stück zu, der durchschnittliche Anfall in diesen elf Jahren betrug 2386 Felle.[31]
- 1961/62 belief sich die Ausbeute an Silberdachsen nach Angabe des amerikanischen Fish and Wildlife Service auf 3882 Stück, in der Saison 1962/63 auf 2843 Stück.[10]
- 1974/75 betrug das Silberdachs-Fellaufkommen 35.000 Stück.[4]

## Siehe auch

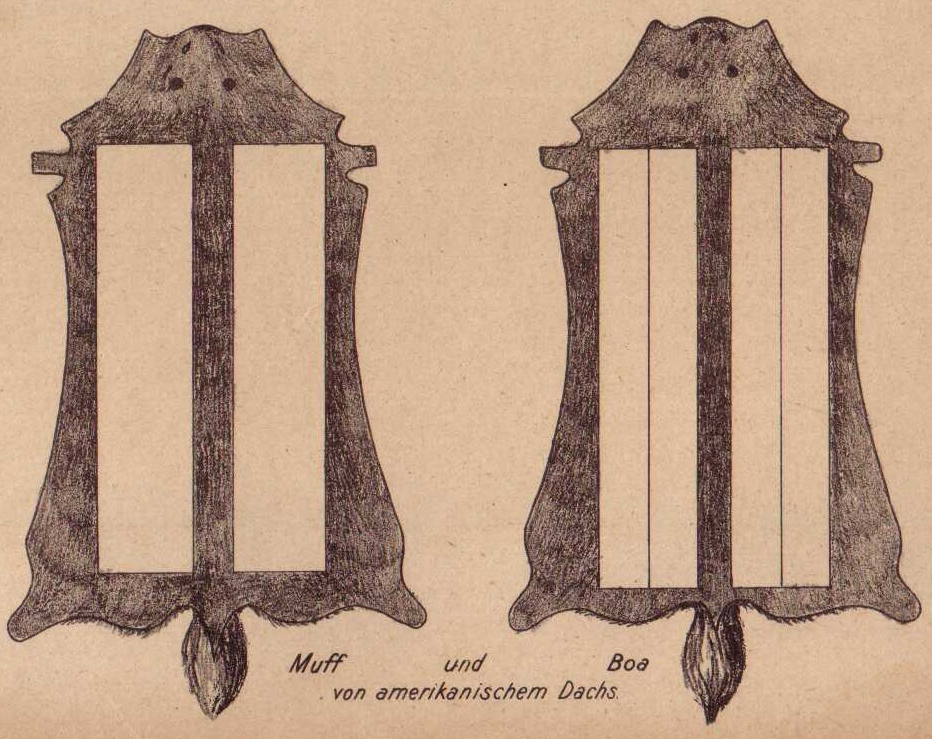
Verarbeitung von Silberdachsfell zu einem Muff und einer Boa. Die glatte Fellmitte und die dünn behaarten Seiten werden jeweils anderweitig verwendet. (1895)

## Anmerkung
1. ↑  Die angegebenen vergleichenden Werte (Koeffizienten) sind das Ergebnis vergleichender Prüfung durch Kürschner und Rauchwarenhändler in Bezug auf den Grad der offenbaren Abnutzung. Die Zahlen sind nicht eindeutig, zu den subjektiven Beobachtungen der Haltbarkeit in der Praxis kommen in jedem Einzelfall Beeinflussungen durch Pelzzurichtung und Pelzveredlung sowie zahlreiche weitere Faktoren hinzu. Eine genauere Angabe könnte nur auf wissenschaftlicher Grundlage ermittelt werden.
Die Einteilung erfolgte in Stufen von jeweils 10 Prozent. Die nach praktischer Erfahrung haltbarsten Fellarten wurden auf 100 Prozent gesetzt.

## Verweise
1. 1 2 3 4  
Friedrich Lorenz: Rauchwarenkunde. 4. Auflage. Verlag Volk und Wissen, Berlin 1958, S. 101–103.
2. ↑  Christian Heinrich Schmidt: Die Kürschnerkunst. Verlag B. F. Voigt, Weimar 1844, S. 9–10 (Anm.: Werner vermerkt die Bezeichnung Carcajon[!]fell 70 Jahre später für das amerikanische Herkommen allgemein)
3. 1 2  
H. Werner: Die Kürschnerkunst. Verlag Bernh. Friedr. Voigt, Leipzig 1914, S. 74–75.
4. 1 2 3 4 5 6  
Heinrich Dathe, Paul Schöps, unter Mitarbeit von 11 Fachwissenschaftlern: Pelztieratlas. VEB Gustav Fischer Verlag, Jena 1986, S. 180–184.
5. 1 2 3 4  
Max Bachrach: Fur. A Practical Treatise. Verlag Prentice-Hall, New York 1936, S. 430–436. (engl.)
6. ↑  Paul Schöps, H. Brauckhoff, K. Häse, Richard König, W. Straube-Daiber: Die Haltbarkeitskoeffizienten der Pelzfelle. In: Das Pelzgewerbe. Jahrgang XV, Neue Folge, Nr. 2, Hermelin Verlag Dr. Paul Schöps, Berlin/Frankfurt am Main/Leipzig/Wien 1964, S. 56–58.
7. ↑  David G. Kaplan: World of Furs. Fairchield Publications, New York 1974, S. 155–156. (engl.)
8. 1 2 3  
Paul Schöps, Kurt Häse: Die Feinheit der Behaarung – Die Feinheits-Klassen. In: Das Pelzgewerbe. Jg. VI / Neue Folge, 1955 Nr. 2, Hermelin-Verlag Dr. Paul Schöps, Leipzig/Berlin/Frankfurt am Main, S. 39–40 (Anmerkung: fein (teils seidig); mittelfein (teils fein); gröber (mittelfein bis grob)).
9. 1 2 3 4 5  
Christian Franke, Johanna Kroll: Jury Fränkel´s Rauchwaren-Handbuch 1988/89. 10. überarbeitete und ergänzte Neuauflage. Rifra-Verlag, Murrhardt, S. 17, 61.
10. 1 2 3 4  
Fritz Schmidt: Das Buch von den Pelztieren und Pelzen. F. C. Mayer Verlag, München 1970, S. 299–301.
11. ↑  D. Johann Heinrich Moritz Poppe: Johann Christian Schedels neues und vollständiges Waaren-Lexikon. Zweiter Teil M bis Z, Vierte  durchaus verbesserte Auflage.  Verlag Carl Ludwig Brede, Offenbach am Mayn 1814, S. 263 Stichwort „Dachs“
12. ↑  Emil Brass: Aus dem Reiche der Pelze. 1. Auflage. Verlag der „Neuen Pelzwaren-Zeitung und Kürschner-Zeitung“, Berlin 1911, S. 523.
13. ↑  Earnest G. Neal: The Natural History of Badgers. Croom Helm, London/Sidney 1986, ISBN 0-7099-1831-3, S. 29. (engl.)
14. 1 2 3  
Paul Cubaeus (praktischer Kürschner in Frankfurt am Main): Das Ganze der Kürschnerei. Gründliches Lehrbuch alles Wissenswerthen über Waarenkunde, Zurichterei, Färberei und Verarbeitung der Pelzfelle.  A. Hartleben’s Verlag, Wien/Pest/Leipzig 1891, S. 307, 320.
15. ↑  
Heinrich Hanicke: Handbuch für Kürschner. Verlag von Alexander Duncker, Leipzig 1895, S. 30–31.
16. ↑  Alexander Lachmann: Die Pelzthiere. Ein Handbuch für Kürschner und Rauchwaarenhändler. Baumgärtner’s Buchhandlung, Leipzig 1852, S. 129.
17. ↑  Ida Pohl-Sennhauser: Rattenschwanz und Schneckenschleim : Aberglaube oder vergessene Volksmedizin? Böhlau Verlag, Wien 2007, ISBN 978-3-205-77702-1, S. 196–197.
18. ↑  Leopold Hermsdorf: Die Wertveränderungen in der Rauchwarenbranche während der letzten 60 Jahre. In: Der Rauchwarenmarkt. Nr. 118, Leipzig, 3. Oktober 1929.
19. ↑  P. Larisch: Das Kürschner-Handwerk (Larisch u. Schmid). III Teil, Zweite, verbesserte Auflage. Selbstverlag, Berlin ohne Jahreszahl (Erstauflage 1903) S. 52–54.
20. 1 2 3  
Alexander Tuma: Pelz-Lexikon. Pelz- und Rauhwarenkunde. XX. Band. Verlag Alexander Tuma, Wien 1950. Stichworte „Dachs“, „Dachse“, „Dachshaar“
21. 1 2  
Alexander Tuma: Pelz-Lexikon. Pelz- und Rauhwarenkunde. XXI. Band. Verlag Alexander Tuma, Wien 1951. Stichwort „Russische Pelzwirtschaft“, S. 63, 66.
22. ↑  Ferdinand Wagner: Der Dachs in der Sowjetunion (nach sowjetischen Quellen). In: Das Pelzgewerbe. Jg. XI / Neue Folge, Nr. 4, Hermelin-Verlag, Berlin u. a. 1960, S. 200.
23. ↑  Friedrich Kramer: Vom Pelztier zum Pelz. Arthur Heber & Co, Berlin 1937, S. 76.
24. 1 2 3 4  
Emil Brass: Aus dem Reiche der Pelze. 2., verbesserte Auflage. Verlag der „Neuen Pelzwaren-Zeitung und Kürschner-Zeitung“, Berlin 1925, S. 621–628.
25. ↑  Altes Testament. Exodus 25,5, vgl. die Parallelstellen Exodus 35,7 und 23
26. ↑  Johann Lund, Heinrich Muhlius, Johann Christoph Wolf: Der Jüdischen Heiligthümer oder der gründlichen Beschreibung des levitischen Priesterthums vorstellende die Stiffts-Hütte, nach dero Verfertigung, Geräthen, Versetzung so wol in der Wüsten als im Lande Canaan: auch wo solche endlich geblieben. 1738, S. 18. Google Books
27. ↑  Hermann Deutsch: Die moderne Kürschnerei. Handbuch für den Kürschner, Färber, Bleicher, Zuschneider und Konfektionär. A. Hartleben`s Verlag, Wien/Leipzig 1930, S. 53.
28. ↑  Zum Stand der Silberdachszucht. In: Der Deutsche Pelztierzüchter. Nr. 17, 1933, S. 376–379.
29. ↑  P. Kirner: Ein kleiner Beitrag zum Kapitel Dachszucht. In: Der Deutsche Pelztierzüchter. Nr. 17, S. 380
30. ↑  Berta Krack: Nochmals: Zuchterfolge mit Silberdachsen. In: Der Deutsche Pelztierzüchter. Nr. 22, S. 478.
31. ↑  N. Dawaa, M. Nicht, G. Schünzel: Über die Pelztiere der Mongolischen Volksrepublik. In: Das Pelzgewerbe. Neue Folge Jg. XXI Nr. 1, 1971, S. 12.